# Rocca dei Rettori
Die Rocca dei Rettori (dt.: Burg der Rektoren) ist eine Burg aus dem 8. Jahrhundert in Benevent in der italienischen Region Kampanien. Sie liegt an der Piazza 4 Novembre. Dort ist heute die historische Abteilung des Museo del Sannio untergebracht, in der Materialien aus der Geschichte, der Kunst und der Volkstradition der Stadt und der Provinz Benevent ausgestellt sind.

## Beschreibung
Die Burg liegt auf einem erhöhten Punkt im historischen Zentrum von Benevent. Ihr heutiges Aussehen resultiert aus zahlreichen Umbauten über die Jahrhunderte und ist daher eher heterogen. Das Ensemble besteht aus zwei unterschiedlichen Baukörpern. Der eine ist ein nahezu rechteckiger Torrione (dt.: großer Turm), der von den Langobarden erbaut wurde und den verbleibenden Rest ihrer ehemaligen Festung darstellt. Diese wurde in den nachfolgenden Jahrhunderten umgebaut und erhielt ihre heutige Form im 15. Jahrhundert. Der Torrione wird daher auch Castrum novum (dt.: Neue Burg) genannt.

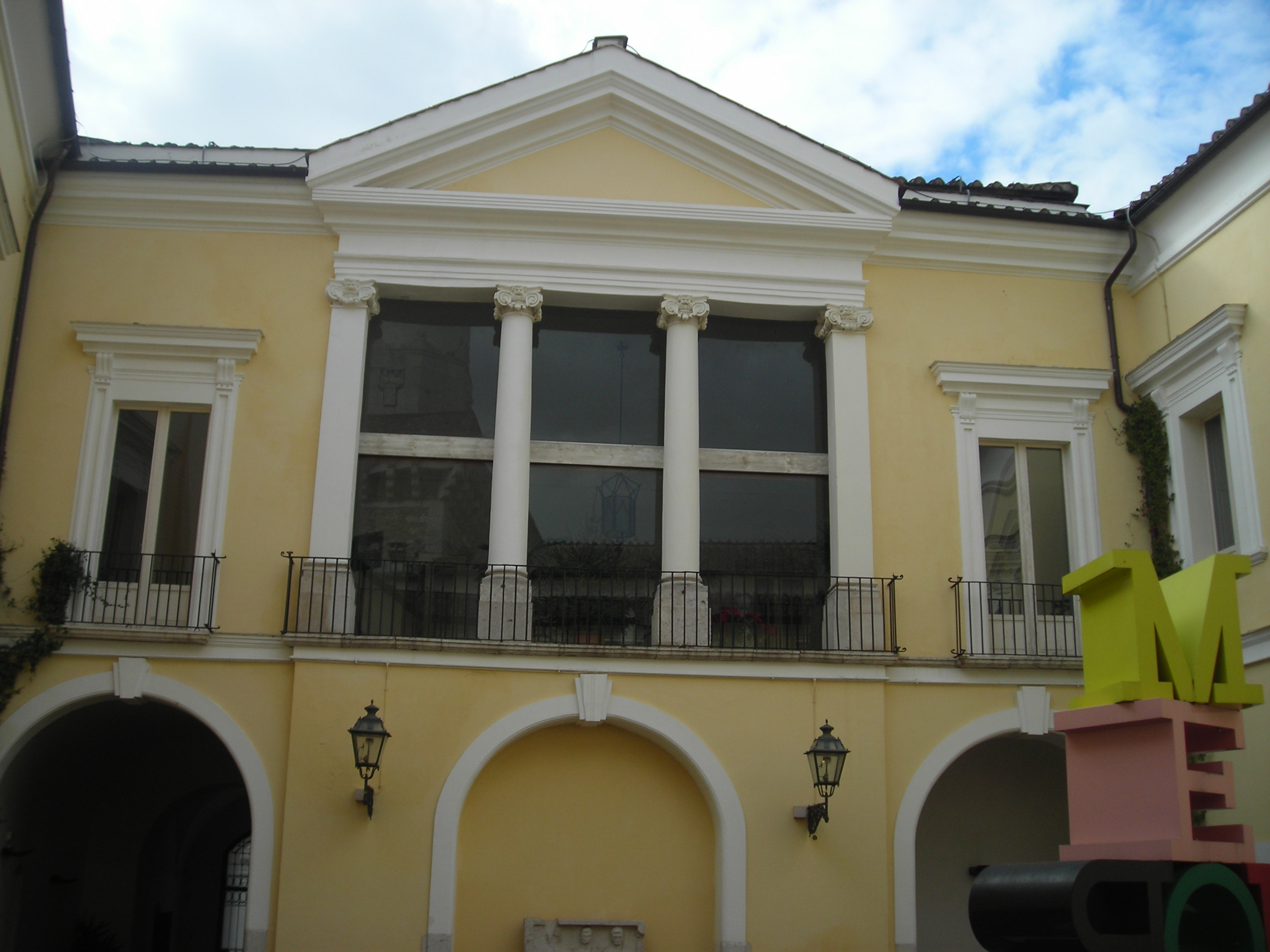
Die Fenster zum Innenhof des Palazzo dei Governatori Pontifici

Das 28 Meter hohe Gebäude hat einen polygonalen Grundriss. In seinen Mauern erkennt man verschiedene Steine, die aus altrömischer Zeit stammen (konzentriert auf der Ostseite) und dort öffnen sich doppelte Spitzbogenfenster. Auf der Terrasse des Turms erheben sich zwei Türmchen.
Der Torrione war die eigentliche Burg, während der größere Teil des Komplexes der Palazzo dei Governatori Pontifici (auch Palazzo dei Rettori) ist. Der Haupteingang dieses Gebäudes liegt auf der Westseite, wo eine Rampe zum rückwärtigen Garten führt, der auf einer gegenüber dem Straßenniveau angehobenen Ebene liegt.
Der „Palast“ hat einen rechteckigen Grundriss mit Innenhof und drei Stockwerke. In diesem Innenhof liegen alte Teile, wie die Barbakanen, zusammen mit klassizistischen, wie die mit Rahmen versehenen Fenster oder die Kolonnade mit Tympanon darüber vor einer Glasfassade mit Blick in den Innenhof.
Im Erdgeschoss befinden sich die Kerker; hinter dem Eingang von der Rampe aus führt eine doppelte Treppe ins erste Obergeschoss, wo sich große Salons mit Holzdecken und Dekorationen befinden, häufig floral und aus dem 18. Jahrhundert. Sie wurden in den letzten Jahrzehnten wegen der Nutzung als Büros verändert, wurden aber kürzlich restauriert.

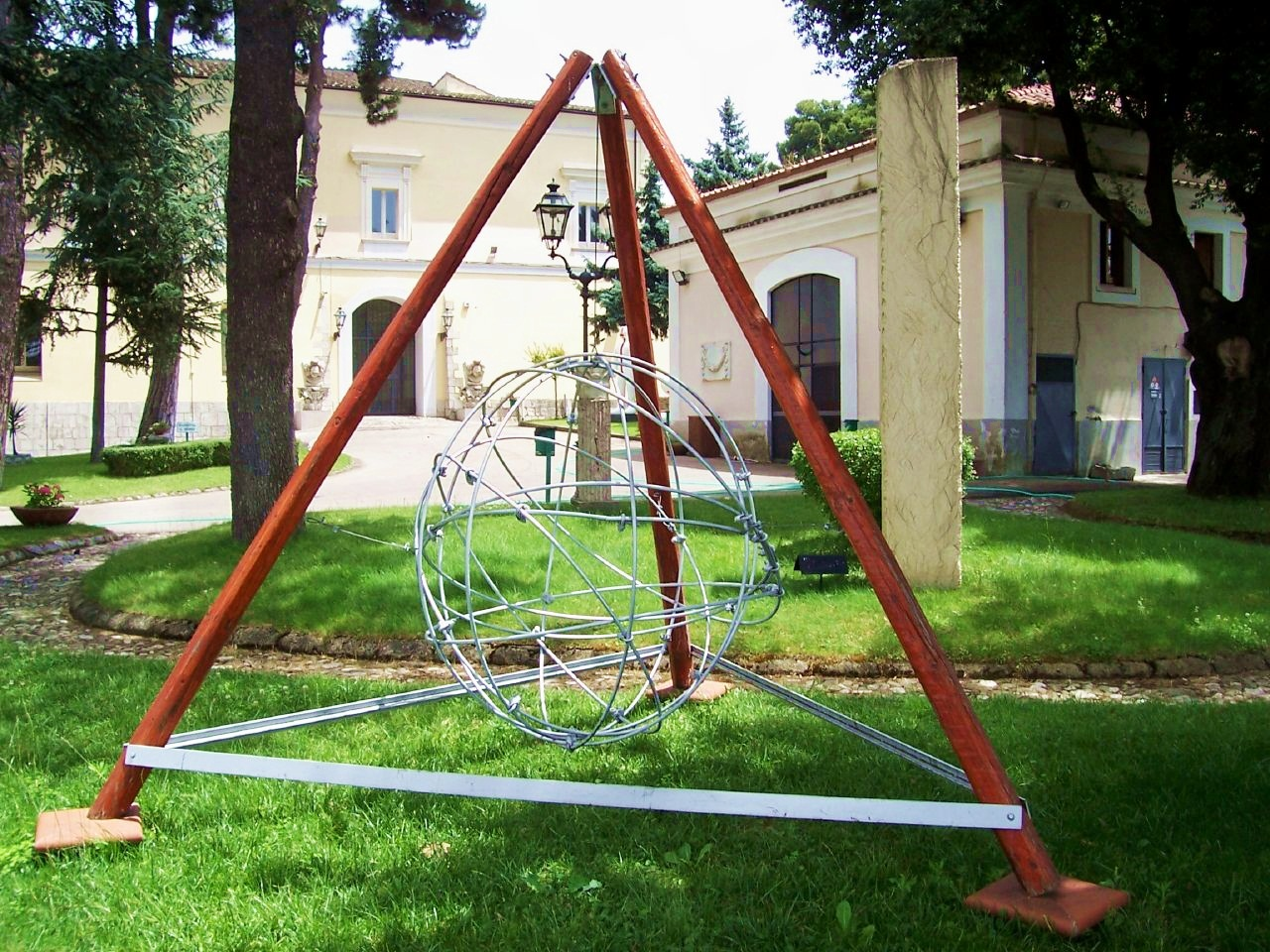
Ein Kunstwerk im Garten

Der rückwärtige Garten, der mit Bäumen bepflanzt ist, endet auf der Südseite in einer Klippe. Diese enthält ein Lapidarium, das den Miliarien der Via Traiana gewidmet ist, sowie verschiedenen, altrömischen Gebäudefragmenten, von denen einige am Largo Feuli gefunden wurden, z. B. zwei gedrehte Säulen. Darüber hinaus sind dort zahlreiche moderne Kunstobjekte ausgestellt.

### Löwendenkmal
Vor der Zugangsrampe befindet sich das Monumento del Leone (dt.: Löwendenkmal), da 1640 zu Ehren von Papst Urban VIII. vor der Burg aufgestellt wurde. Der Löwe symbolisierte im Mittelalter „die Wachsamkeit, die Majestät und die Standhaftigkeit des alten Volkes der Samniten“, wie es auf seinem achteckigen Sockel geschrieben steht, der reich verzierte, altrömische Elemente wiederverwendet.

### Trajansstatue
Am Eingang zum Castrum Novum befindet sich die Bronzestatue des Kaisers Trajan, eine Kopie der originalen, antiken Marmorstatue.

## Geschichte
Bei der Restaurierung der Burg, die 1998 abgeschlossen wurde, wurden viele archäologische Zeugnisse für die Nutzung dieses Gebietes seit Urzeiten gefunden.
Ursprünglich war die Höhe, auf der die Burg steht, durch einen Graben unterbrochen, in dem Reste einer Nekropole aus der antiken orientalisierenden Periode (7.-6. Jahrhundert v. Chr.) gefunden wurde, über der samnitische Gräber angelegt waren. Die Samniten waren es auch, die um das 4. Jahrhundert v. Chr. einen Damm (agger) bauten und diesen Ort erstmalig als Verteidigungsposten nutzten: Dies bezeugen eine Umfassungsmauer auf der Ostseite und die Reste von abfallenden Terrassierungen an der Klippe im Süden.
Die alten Römer bauten auf diesem Gebiet ein Wasserreservoir namens Castellum aquae und errichteten ein Aquädukt von Serino aus, dessen Reste man noch im Garten sehen kann.
Die Langobarden nutzten das Gelände ebenfalls für militärische Zwecke und erhöhten die Mauer auf der Ostseite, wobei sie sie in die Stadtmauer integrierten. Im 8. Jahrhundert wurde in Verbindung mit dem heutigen Westflügel der Burg das Benediktinerinnenkloster Santa Maria a Porta Somma gegründet, das nach dem Stadttor benannt wurde, das wenige Meter davon entfernt stand.
Ab 771 wurde unter Herzog Arichis II. dem Kloster das Gebäude zur Seite gestellt, das später Castrum vetus (dt.: alte Burg) genannt wurde, wofür teilweise Klostergebäude genutzt wurden. Dies war bereits ein echter, befestigter Palast, der dann um das 11. Jahrhundert herum um neue Räumlichkeiten erweitert wurde, für die man durch teilweisen Abriss des Damms zwischen der nördlichen Mauer und dem altrömischen Aquädukt Platz schuf.
Später wurde der Komplex aufgegeben und verfiel teilweise. 1321 beauftragte Papst Johannes XXII. von Avignon den Rektor von Benevent, Guglielmo di Balaeto, mit der Restaurierung der Festung als Palast für die Rektoren. Das Projekt teilte sich in ein Castrum und ein Palatium auf, von Mauern umgeben, die durch Gräben geschützt waren, die von drei Zugbrücken überquert wurden. Der Bau umfasste auch die Porta Somma, die etwas weiter weg wiederaufgebaut wurde. Der Bau von zwei Türmen und einer Dachterrasse waren vorgesehen; diese wurden aber durch einen Baukörper ersetzt, der als Lager dienen sollte. Die Nonnen wurden in das Kloster San Pietro umgesiedelt.
Den Unterlagen zufolge wurde die Burg Ende des 16. Jahrhunderts durch eine Süd- und einen Südwestflügel erweitert, die auf dem Gelände des heutigen Gartens errichtet wurden. Der Palast nahm der Grundriss eines G um den Innenhof herum an; ein Wehrgang wurde auf der Umfassungsmauer angebracht. Ab 1586 wurde die Festung nach und nach in ein Gefängnis umgewandelt, das bis 1865 in Gebrauch blieb.
Nach dem Erdbeben von 1702 wurde der Komplex unter Leitung des Architekten Carlo Buratti teilweise wiederaufgebaut und viele Gewölbedecken aus Sicherheitsgründen durch Holzdecken ersetzt. Im 19. Jahrhundert wurde der nördliche Gebäudeteil zum Innenhof hin erweitert und der östliche Gebäudeteil in der Nähe des Torrione fertiggestellt.

### Bemerkenswerte Ereignisse

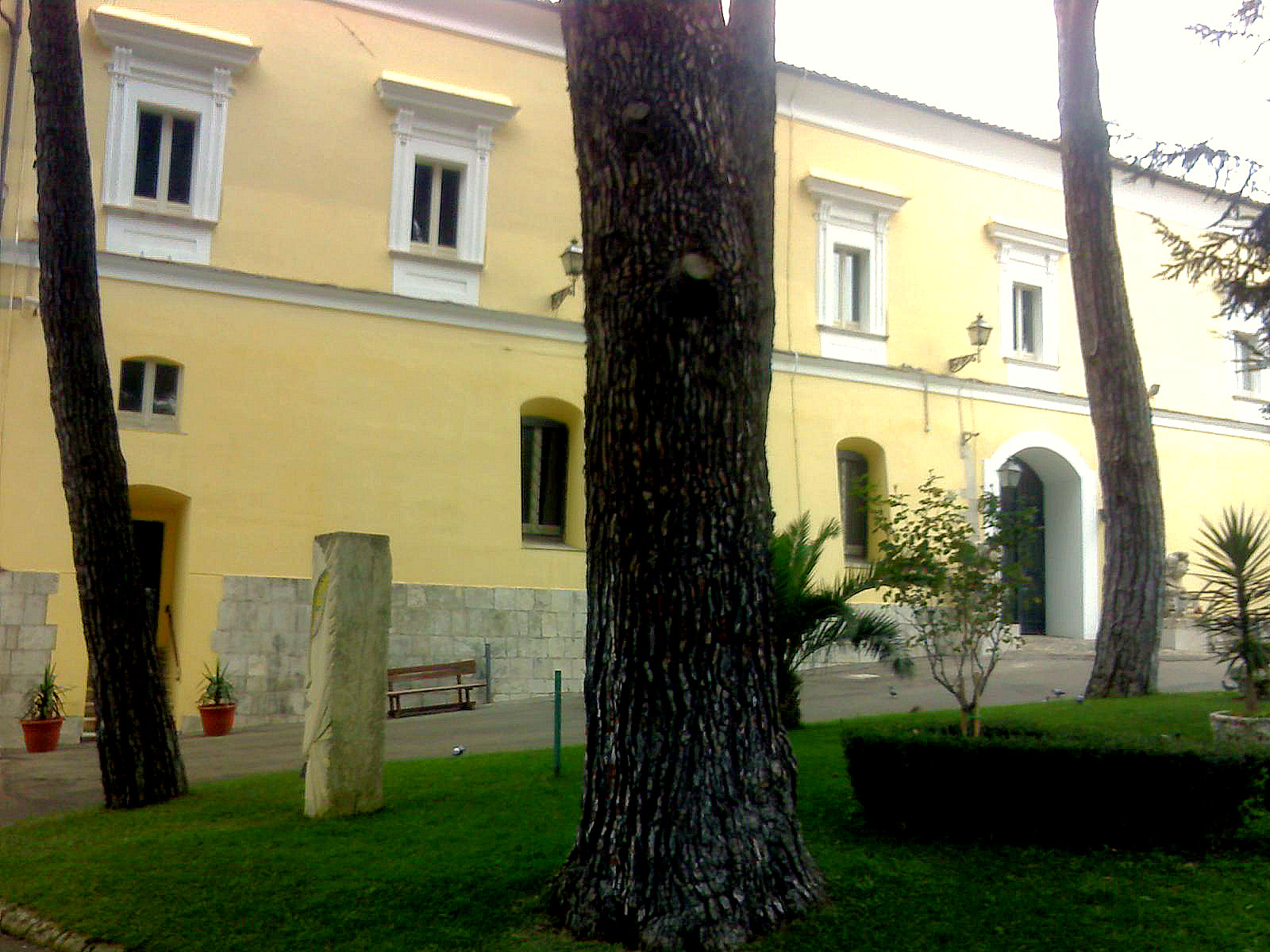
Südseite des Palastes vom Garten aus

- Johanna I., Königin von Neapel, ließ in der Burg den Leichnam von Carlo d’Artus, Graf von Montederisi, einschließen. Er war wegen des Verdachtes, ihren ersten Gatten, Andreas von Ungarn, 1345 ermordet zu haben, getötet worden.
- 1385 war dort Papst Urban VI. zu Gast, der der Belagerung von Nocera entkommen war.
- Ambrogio, der Abt von Santa Sofia, wurde hier eingesperrt und später auf Befehl des Königs von Neapel, Ladislaus, wieder freigelassen.
- Giacomo della Marra, der Gatte der Königin von Neapel, Johanna II., hielt dort Muzio Attendolo Sforza vom August 1415 bis zum September 1416 gefangen.